# Georges Wohlfart
Georges Wohlfart (ur. 13 lipca 1950 w Helmdange, zm. 13 lutego 2013) – luksemburski polityk i lekarz, działacz Luksemburskiej Socjalistycznej Partii Robotniczej (LSAP), parlamentarzysta, sekretarz stanu, a w latach 1998–1999 minister.

## Życiorys
Syn polityka Josepha Wohlfarta. W 1978 ukończył studia medyczne na Uniwersytecie w Liège. Praktykował jako lekarz. Przez dziesięć lat był lekarzem sportowym podczas wyścigu kolarskiego Tour de Luxembourg.
Działał w Luksemburskiej Socjalistycznej Partii Robotniczej. W latach 1984–1989 i 1999–2004 wykonywał mandat posła do Izby Deputowanych. W randze sekretarza stanu w latach 1989–1998 wchodził w skład rządów, którymi kierowali premierzy Jacques Santer i Jean-Claude Juncker. Odpowiadał głównie za handel zagraniczny i współpracę rozwojową. W latach 1998–1999 zajmował stanowiska ministra zdrowia oraz ministra kultury fizycznej i sportu.